# René Cardona Jr.
Pour les articles homonymes, voir Cardona (homonymie).
René Cardona Jr., né le 11 mai 1939 à Mexico et mort le 5 février 2003 à Mexico, est un acteur, producteur, réalisateur et scénariste mexicain. Il est le fils de René Cardona et le père de René Cardona III, également cinéastes.

## Filmographie

### comme réalisateur
| - 1964 : El raspado - 1964 : Un ángel de mal genio - 1965 : Yo, el gobernador - 1965 : El detective genial - 1965 : Adorada enemiga - 1966 : La cómplice - 1966 : Juan Pistolas (es) - 1966 : Fuego en la sangre (es) - 1966 : Operación 67 - 1966 : Santo et le Trésor de Montezuma (El tesoro de Moctezuma) - 1967 : Las hijas de Elena - 1967 : Les souris sèment la terreur (it) (Peligro...! Mujeres en acción) - 1967 : S.O.S. Conspiración Bikini (es) - 1967 : Dos pintores pintorescos - 1967 : Un par de roba chicos - 1968 : El día de la boda (es) - 1969 : El matrimonio es como el demonio - 1969 : Las fieras - 1969 : 24 horas de placer - 1969 : El mundo de los aviones - 1969 : Modisto de señoras (es) - 1969 : El ojo de vidrio (es) - 1970 : Vuelve el ojo de vidrio - 1970 : Como enfriar a mi marido - 1970 : El despertar del lobo - 1970 : Click, fotógrafo de modelos - 1970 : Fray Don Juan (es) - 1970 : El cuerpazo del delito (es) - 1970 : La hermana Trinquete (es) - 1970 : La mujer de oro - 1970 : Robinson Crusoé et le Tigre (it) (Robinson Crusoe) - 1971 : Departamento de soltero - 1971 : Espérame en Siberia, vida mía - 1971 : Caín, Abel y el otro - 1971 : Bang bang... al hoyo - 1971 : OK Cleopatra - 1972 : ¡Cómo hay gente sinvergüenza! - 1972 : Chair de femmes pour chats affamés (La noche de los mil gatos) - 1972 : El increíble profesor Zovek (es) - 1972 : La martina - 1972 : Vanessa - 1972 : Un pirata de doce años (it) - 1973 : Peluquero de señoras - 1973 : Masajista de señoras - 1973 : La tigresa - 1973 : La isla encantada - 1974 : Las viboras cambian de piel - 1974 : La disputa | - 1975 : La Vallée sauvage (es) (El valle de los miserables) - 1976 : Viaje fantástico en globo - 1976 : Le Gorille et l'enfant (es) (El rey de los gorilas) - 1977 : Tintorera (également Les Dents d'acier ou Du sang dans les Bermudes) - 1978 : Le Mystère du triangle des Bermudes (Triangulo diabólico de las Bermudas) - 1978 : Cyclone (Ciclon) - 1979 : Carlos el terrorista - 1979 : Una noche embarazosa (ca) - 1979 : Guyana, la secte de l'enfer (Guyana) - 1980 : La Rage de tuer (Otages en péril en vidéo) (Traficantes de pánico) - 1982 : Huevos rancheros - 1983 : Chile Picante (es) - 1983 : Buenas y con movidas - 1984 : Estos locos, locos estudiantes - 1984 : ¡¡Cachún cachún ra-ra!! (es) - 1984 : Cuernos picantes - 1984 : Adiós Lagunilla, adiós - 1984 : Escuela de placer - 1984 : Siempre en domingo - 1985 : Fiebre de amor - 1985 : La casa que arde de noche (es) - 1985 : Les Diamants de l'Amazone (El tesoro del Amazonas) - 1986 : La mafia tiembla - 1987 : Escápate conmigo - 1987 : Falco Terror (it) (El ataque de los pájaros) - 1988 : Los placeres ocultos - 1988 : Pero sigo siendo el rey (es) - 1988 : Sabor a mí (es) - 1988 : La risa en vacaciones - 1989 : Placeres divertidos - 1989 : La mafia tiembla II - 1990 : La risa en vacaciones 2 (TV) - 1990 : Goza conmigo - 1990 : Furia asesina - 1990 : Deliciosa sinvergüenza (es) - 1991 : Verano peligroso - 1992 : La risa en vacaciones 3 (TV) - 1993 : Me muero de la risa - 1993 : ¿Dónde quedó la bolita? (es) - 1994 : El hombre de Blanco (it) - 1994 : La risa en vacaciones 4 (TV) - 1994 : La risa en vacaciones 5 (TV) - 1995 : Revancha de mujer - 1995 : La risa en vacaciones 6 (TV) - 1996 : La super risa en vacaciones 8 - 1999 : Siete millones - 2000 : Secretarias privadísimas (TV) - 2000 : Que bonita familia: Papá 2000 - 2000 : Cuando calienta el sol |

### comme scénariste
- 1965 : El asesino invisible
- 1965 : Aquella Rosita Alvírez
- 1966 : La cómplice
- 1967 : Les souris sèment la terreur (it) (Peligro...! Mujeres en acción)
- 1967 : S.O.S. Conspiración Bikini (es)
- 1969 : La horripilante bestia humana
- 1969 : Las fieras
- 1969 : 24 horas de placer
- 1969 : El mundo de los aviones
- 1970 : Como enfriar a mi marido
- 1970 : Click, fotógrafo de modelos
- 1970 : La hermana Trinquete (es)
- 1970 : La mujer de oro
- 1970 : Robinson Crusoé et le tigre (it) (Robinson Crusoe)
- 1971 : Espérame en Siberia, vida mía
- 1971 : Caín, Abel y el otro
- 1971 : Papa en onda
- 1971 : OK Cleopatra
- 1972 : Chair de femmes pour chats affamés (La noche de los mil gatos)
- 1972 : Vanessa
- 1973 : Zindy, el fugitivo de los pantanos
- 1973 : La invasión de los muertos
- 1973 : La isla encantada
- 1974 : La disputa
- 1975 : La Vallée sauvage (es) (El valle de los miserables)
- 1975 : El pequeño Robin Hood
- 1976 : Le Gorille et l'enfant (es) (El rey de los gorilas)
- 1976 : Survivre (es) (Supervivientes de los Andes)
- 1977 : Tintorera (également Les Dents d'acier ou Du sang dans les Bermudes)
- 1978 : Cyclone  (Ciclon)
- 1979 : Una noche embarazosa (ca)
- 1979 : La Secte de l'enfer (Guyana)
- 1980 : Otages en péril (Fabricantes de pánico)
- 1980 : Burlesque
- 1982 : Huevos rancheros
- 1983 : Chile Picante (es)
- 1985 : Les Diamants de l'Amazone (El tesoro del Amazonas)
- 1987 : El ataque de los pájaros
- 1990 : La risa en vacaciones
- 1993 : Me muero de la risa
- 1994 : La risa en vacaciones 4 (TV)
- 1994 : La risa en vacaciones 5 (TV)
- 1995 : Revancha de mujer
- 1995 : La risa en vacaciones 6 (TV)
- 1996 : La super risa en vacaciones 8
- 2000 : Secretarias privadísimas (TV)
- 2000 : Que bonita familia: Papá 2000
- 2000 : Cuando calienta el sol

### comme producteur
- 1965 : El detective genial
- 1966 : Fuego en la sangre (es)
- 1972 : Chair de femmes pour chats affamés (La noche de los mil gatos)
- 1973 : Zindy, el fugitivo de los pantanos
- 1973 : La invasión de los muertos
- 1974 : Las viboras cambian de piel
- 1974 : L'Île des hommes seuls (es) (La isla de los hombres solos)
- 1974 : La disputa
- 1976 : Survivre (es) (Supervivientes de los Andes)
- 1978 : Le Mystère du triangle des Bermudes (Triangulo diabólico de las Bermudas)
- 1979 : La Secte de l'enfer (Guyana)
- 1980 : Burlesque
- 1981 : Johnny Chicano
- 1982 : Las computadoras
- 1983 : Chile Picante (es)
- 1985 : Les Diamants de l'Amazone (El tesoro del Amazonas)
- 1987 : El ataque de los pájaros
- 1989 : Santa sangre d'Alejandro Jodorowsky
- 1990 : Goza conmigo
- 1995 : Revancha de mujer
- 1995 : La risa en vacaciones 6 (TV)
- 2000 : Secretarias privadísimas (TV)

### comme acteur
- 1948 : Cartas marcadas : News boy
- 1950 : También de dolor se canta
- 1954 : El enmascarado de plata : Pecas
- 1957 : Un mundo nuevo
- 1959 : El puma : Fernando Montemayor 'El Puma'
- 1959 : La ley del más rápido : Fernando Montemayor 'El Puma'
- 1960 : A tiro limpio : Fernando Montemayor 'El Puma'
- 1961 : Teresa : Manuel
- 1961 : Mañana serán hombres
- 1962 : Juventud sin dios : Andres
- 1962 : Espiritismo
- 1962 : Las hijas del Amapolo
- 1962 : Lástima de ropa
- 1962 : ¡En peligro de muerte!
- 1963 : Fuerte, audaz y valiente
- 1963 : María Pistolas
- 1964 : Buenos días, Acapulco
- 1964 : La edad de piedra : Dr.Atom
- 1965 : El gángster
- 1970 : Vuelve el ojo de vidrio